# Agnieszka Cubała
Agnieszka Cubała (ur. 1975) – polska pisarka, popularyzatorka historii specjalizująca się w tematyce powstania warszawskiego.

## Życiorys
Ukończyła I Liceum Ogólnokształcące im. Tadeusza Kościuszki w Legnicy, a następnie Szkołę Główną Handlową. Studiowała Międzynarodowe Stosunki Gospodarcze i Polityczne oraz Zarządzanie i Marketing. Debiutowała książką Ku wolności… Międzynarodowe, polityczne i psychologiczno-socjologiczne aspekty Powstania Warszawskiego, która była jej pracą magisterską.
Zajmuje się tematem powstania styczniowego i warszawskiego oraz aktywnością kobiet, jak również historią swojego miejsca zamieszkania – Piaseczna (m.in. Sportowe dzieje Piaseczna). Opiera się m.in. na historiach mówionych. Napisała 11 książek. Opracowała hasła w Wielkiej Ilustrowanej Encyklopedii Powstania Warszawskiego. Była konsultantką polskiej edycji książki Normana Davisa Powstanie’44. Pisze artykuły prasowe, wypowiada się w mediach, wygłasza prelekcje, bierze udział w spotkaniach autorskich. Uczestniczyła w konferencjach naukowych organizowanych m.in. przez Muzeum Powstania Warszawskiego, Towarzystwo Miłośników Historii w Warszawie i Wyższą Szkołę Edukacji w Sporcie.  
Pracowała nad przygotowaniem i organizacją muzealnych ekspozycji stałych i wystaw czasowych m.in. w Muzeum Powstania Warszawskiego, Muzeum Historii Polski, Muzeum Regionalnym w Piasecznie.
Dwukrotnie wyróżniona Nagrodą Klio w kategorii Varsaviana: w 2016 za książkę Sten pod pachą, bimber w szklance, dziewczyna i… Warszawa. Życie codzienne powstańczej Warszawy, a w 2021 nagrodą II stopnia za książkę Warszawskie Dzieci ’44. W 2022 została odznaczona Srebrnym Krzyżem Zasługi za popularyzację wiedzy o powstaniu warszawskim. Otrzymała Odznakę „Zasłużony dla Warszawy”, a w 2022 za popularyzację wiedzy o bitwie pod Pęcicami – Medal „Orzeł Pęcicki”. W 2021 i 2022 była nominowana do Nagrody BohaterONy. W 2024 otrzymała odznaczenie Dumni z Powstańców.
Jest członkinią Towarzystwa Miłośników Historii w Warszawie.